# 地坪风雨桥
25°46′00″N 109°14′20″E / 25.76667°N 109.23889°E
地坪风雨桥位于中国贵州省黔东南苗族侗族自治州黎平县地坪乡，横跨南江河，为侗族特有的风雨桥建筑，始建于清光绪八年（1882年），2001年被列为第五批全国重点文物保护单位。
地坪风雨桥长55.88米，宽3.85米，距水面约11米，有桥墩一座，左右跨度分别为13.77米和21.42米。通过两层悬臂梁承托主梁，从而实现较大的跨度。桥面桥楼三座，建于桥墩上和两端，中阁楼为五檐四角攒尖顶，高11.4米，两端阁楼为四檐歇山顶，高5.8米。桥楼间有廊，桥廊两侧设栏杆和长凳。